# Acleris nishidai
Acleris nishidai is een vlinder uit de familie van de bladrollers (Tortricidae). De wetenschappelijke naam van de soort is voor het eerst geldig gepubliceerd in 2008 door John W. Brown.

## Type
- holotype: "female. 25.IV.2007. leg. K. Nishida"
- instituut: USNM, Washington, DC, USA
- typelocatie: "Costa Rica, Cartago, Cerro de la Muerte, El Cañón, Génesis II, Cloud Forest Reserve, 9°42'23.4"N, 84°54'35.9"W, 2385 m"